# Rhynchagrotis laetula
Rhynchagrotis laetula är en fjärilsart som beskrevs av Augustus Radcliffe Grote 1876. Rhynchagrotis laetula ingår i släktet Rhynchagrotis och familjen nattflyn. Inga underarter finns listade.